# An Phú, Hớn Quản
An Phú là một xã thuộc huyện Hớn Quản, tỉnh Bình Phước, Việt Nam.

## Địa lý
Xã An Phú nằm ở phía tây bắc huyện Hớn Quản, có vị trí địa lý:
- Phía đông và phía bắc giáp thị xã Bình Long
- Phía tây giáp huyện Lộc Ninh
- Phía nam giáp xã Minh Tâm.

Xã có diện tích 41,37 km², dân số năm 2009 là 5.829 người, mật độ dân số đạt 141 người/km².

## Lịch sử
Trước đây, An Phú là một xã thuộc huyện Bình Long cũ, được thành lập vào ngày 26 tháng 12 năm 1997 trên cơ sở 5.016 ha diện tích tự nhiên và 503 người của xã Thanh Lương; 2.230 ha diện tích tự nhiên và 5.964 người của thị trấn An Lộc.
Khi mới thành lập, xã có 7.246 ha diện tích tự nhiên và 6.467 người.
Ngày 11 tháng 8 năm 2009, Chính phủ ban hành Nghị quyết số 35/NQ-CP. Theo đó:
- Điều chỉnh 1.468,40 ha diện tích tự nhiên và 7.072 người của xã An Phú về thị xã Bình Long mới thành lập (nay là một phần các phường An Lộc và Hưng Chiến)
- Đổi tên huyện Bình Long thành huyện Hớn Quản.

Sau khi điều chỉnh địa giới hành chính, xã An Phú còn lại 4.137,31 ha diện tích tự nhiên và 5.829 người.